# 25.º distrito electoral de Chile
El vigesimoquinto distrito electoral de Chile es un distrito electoral ubicado en la Región de Los Lagos que elige cuatro diputados para la Cámara de Diputados de Chile. Fue creado en 2018 a partir de los antiguos quincuagesimoquinto y quincuagesimosexto distritos. Según el censo de 2017, posee 344 048 habitantes.

## Composición
El distrito está compuesto por las siguientes comunas:
| - Fresia - Frutillar - Llanquihue - Los Muermos - Osorno - Puerto Octay | - Puerto Varas - Purranque - Puyehue - Río Negro - San Juan de la Costa - San Pablo |  |

## Representación
| 2 | 2 |

| 1 | 1 | 2 |

### Diputados
| Pactos y partidos políticos                                                                |
| ------------------------------------------------------------------------------------------ |
| Chile Vamos La Fuerza de la Mayoría Chile Podemos + Partido Republicano Nuevo Pacto Social |

| Periodo | Diputado | Diputado                   | Diputado | Diputado | Diputado                   | Diputado | Diputado             | Diputado                | Diputado | Diputado                        | Diputado                 | Diputado | Mandato                                 |
| ------- | -------- | -------------------------- | -------- | -------- | -------------------------- | -------- | -------------------- | ----------------------- | -------- | ------------------------------- | ------------------------ | -------- | --------------------------------------- |
| LV      |          | Javier Hernández Hernández |          |          | Harry Jürgensen Rundshagen |          |                      | Fidel Espinoza Sandoval |          |                                 | Emilia Nuyado Ancapichún |          | 11 de marzo de 2018-11 de marzo de 2022 |
| LVI     |          | Daniel Lilayu Vivanco      |          |          | Harry Jürgensen Rundshagen |          | Héctor Barría Angulo |                         |          | 11 de marzo de 2022-En el cargo | Emilia Nuyado Ancapichún |          |                                         |